# Teleiopsis terebinthinella
Teleiopsis terebinthinella ist ein Schmetterling (Nachtfalter) aus der Familie der Palpenmotten (Gelechiidae).

## Merkmale
Die Falter erreichen eine Flügelspannweite von 17 bis 20 Millimeter. Die Labialpalpen sind dunkelbraun und auf jedem Segment mit zwei helleren Ringen versehen. Kopf, Thorax und Tegulae sind dunkelbraun und mit vielen an der Spitze hellen Schuppen besetzt. Die Vorderflügel sind graubraun und mit drei markanten, quer verlaufenden Reihen schwarzer und oranger, abstehender Schuppen gezeichnet. Das Wurzelfeld ist schwärzlich. Durch das erste Flügeldrittel verläuft eine hellbraune Querbinde, im Bereich der Flügelspitze (Apex) befinden sich zwei longitudinal verlaufende schwarze Streifen. Die Hinterflügel sind graubraun.

## Vorkommen
Teleiopsis terebinthinella ist in Süd- und Südosteuropa beheimatet. Nachweise gibt es auch aus der Türkei und aus dem Nahen Osten. Sie kommt in Höhenlagen von bis zu 1600 Metern vor. Auf der Iberischen Halbinsel und in Frankreich ist die Art nicht vertreten.

## Lebensweise
Die Larven fressen an Terpentin-Pistazie (Pistacia terebinthus) und Gewürzsumach (Rhus coriaria), wo sie die Blätter zusammenspinnen.
Die Larven leben im Mai. Die Falter fliegen von Juni bis Juli, sie sind nachtaktiv und werden von künstlichen Lichtquellen angezogen.

## Synonyme
Aus der Literatur sind folgende Synonyme bekannt:
- [ohne Gattung] terebinthinella Herrich-Schäffer, 1854.
- Gelechia terebinthinella Herrich-Schäffer, 1856.